# Patti Dahlstrom
Patti Dahlstrom (Houston, Texas, 24 de marzo de 1947) es una cantante y compositora estadounidense de música pop. Publicó cuatro álbumes en la década de 1970, y coescribió con Helen Reddy la exitosa canción "Emotion", antes de disfrutar de un renacimiento artístico en 2010.

## Carrera
Después de tres años de dificultades, Dahlstrom irrumpió en el mundo de la composición profesional. Firmó con Jobete, la división editorial de Motown, donde fue guiada por Berry Gordy. También entabló una relación de composición fructífera y perdurable con Severin Browne, hermano de Jackson Browne. Russ Regan la contrató para Uni Records y, en 1972, fue publicado su primer álbum homónimo. Firmando con 20th Century Records, también dirigida por Regan, publicó tres álbumes más, The Way I Am (1973), Your Place or Mine (1975) y Livin It Thru (1976), producidos por Michael J. Jackson y Michael Omartian, Jack Conrad y Bill Schnee, y Larry Knechtel respectivamente. Los álbumes contaron con un impresionante elenco de músicos y exhibieron prominentemente el estilo vocal agresivo y atractivo de Dahlstrom y su composición perspicaz.
Entre las canciones más notables del siglo XX de Dahlstrom estuvo "Sending My Good Thoughts To You", que coescribió con Artie Wayne y que dedicó a su amigo Jim Croce. Implícita en la letra de la canción está la noción de continuar una amistad amorosa con alguien después de la muerte de esa persona. A pesar del hecho de no contar con un sencillo realmente exitoso, su popularidad como compositora para otros artistas de grabación fue considerable. Algunas de sus composiciones más notables para otros artistas fueron "Running Out of World" de Cilla Black (1976); "Emotion" de Helen Reddy y Shirley Bassey; "What If", "I'm Letting Go" y "I Never Did" de Thelma Houston (1972); "Dialogue" de Michael Johnson (1979); "Over The Line" de Johnny Rivers (1973) y "Even Texas Is not Big Enough Now" de Riders in the Sky (1986).

## Discografía
- Patti Dahlstrom (1972)
- The Way I Am (1973)
- Your Place Or Mine (1975)
- Livin' It Thru (1976)
- Emotion - The Music of Patti Dahlstrom (2010)